# Hugo Böttger
Hugo Böttger (né le 21 juillet 1863 à Osnabrück et mort le 17 février 1944 à Berlin) est un publiciste allemand, député du Reichstag et fonctionnaire de fraternité.

## Biographie
Il étudie l'économie et les sciences politiques à Iéna, Berlin et Tübingen et devient membre de la fraternité d'Iéna Arminia sur le Burgkeller. Après ses études, il se tourne vers le journalisme, devenant rédacteur en chef du Hildesheimer Allgemeine Zeitung en 1890 et du Berliner Tages Rundschau en 1896.
En 1898, il obtient son doctorat en philosophie à Leipzig et prend la même année la direction de la rédaction des Burschenschaftliche Blätter, qu'il occupe jusqu'en 1921. Il est l'éditeur des Burschenschaftlichen Schriften (1900-1914) et travaille également comme journaliste politique.
Avec sa critique féroce du Zentrum, Böttger est considéré comme un représentant typique de l'anti-ultramontanisme.
Böttger est député du Reichstag de 1903 à 1906 pour la 19e circonscription de Hanovre (Neuhaus-Geestemünde (de)), et de 1912 à 1918 pour la circonscription de Duisbourg-Mülheim-Oberhausen, chacun en tant que représentant de le Parti national-libéral, dont il est membre du conseil d'administration à partir de 1913.
De 1915 à 1925, il occupe également le poste de président de la Ligue d'entraide universitaire (de).

## Éditions
- Handbuch für den Deutschen Burschenschafter. Berlin 1912 (als Herausgeber).